# Чемпионат мира по футболу 2022 (отборочный турнир, УЕФА, группа C)
Жеребьёвка отборочного турнира европейской квалификации чемпионата мира 2022 прошла в Цюрихе 7 декабря 2020 года. В группу C зоны УЕФА попали сборные по футболу следующих стран: Италия, Швейцария, Северная Ирландия, Болгария и Литва.
Матчи в группе C пройдут с 25 марта 2021 года по 14 ноября 2021 года.
Сборная Швейцарии, занявшая первое место, вышла в финальную часть чемпионата мира напрямую. Сборная Италии, занявшая второе место, принимала участие в стыковых матчах за право выхода в финальную часть турнира. Все остальные не прошли квалификацию и не попали в финальную часть.
| Поз | Команда           | И | В | Н | П | МЗ | МП | РМ  | О  | Квалификация                        |     | Швейцария | Италия | Северная Ирландия | Болгария | Литва |
| --- | ----------------- | - | - | - | - | -- | -- | --- | -- | ----------------------------------- | --- | --------- | ------ | ----------------- | -------- | ----- |
| 1   | Швейцария         | 8 | 5 | 3 | 0 | 15 | 2  | +13 | 18 | Квалификация на Чемпионат мира 2022 |     | —         | 0:0    | 2:0               | 4:0      | 1:0   |
| 2   | Италия            | 8 | 4 | 4 | 0 | 13 | 2  | +11 | 16 | Выход в раунд плей-офф              |     | 1:1       | —      | 2:0               | 1:1      | 5:0   |
| 3   | Северная Ирландия | 8 | 2 | 3 | 3 | 6  | 7  | −1  | 9  |                                     |     | 0:0       | 0:0    | —                 | 0:0      | 1:0   |
| 4   | Болгария          | 8 | 2 | 2 | 4 | 6  | 14 | −8  | 8  |                                     | 1:3 | 0:2       | 2:1    | —                 | 1:0      |       |
| 5   | Литва             | 8 | 1 | 0 | 7 | 4  | 19 | −15 | 3  |                                     | 0:4 | 0:2       | 1:4    | 3:1               | —        |       |

## Результаты
Расписание матчей было опубликовано УЕФА после жеребьёвки 10 декабря 2020 года в Цюрихе.

### 1 тур
| Болгария     | 1:3   | Швейцария                             |
| ------------ | ----- | ------------------------------------- |
| Десподов 46′ | отчёт | Эмболо 7′ · Сеферович 10′ · Цубер 12′ |

| Италия                     | 2:0   | Северная Ирландия |
| -------------------------- | ----- | ----------------- |
| Берарди 14′ · Иммобиле 39′ | отчёт |                   |

### 2 тур
| Болгария | 0:2   | Италия                             |
| -------- | ----- | ---------------------------------- |
|          | отчёт | Белотти 43′ (пен.) · Локателли 83′ |

| Швейцария | 1:0   | Литва |
| --------- | ----- | ----- |
| Шакири 2′ | отчёт |       |

### 3 тур
| Литва | 0:2   | Италия                            |
| ----- | ----- | --------------------------------- |
|       | отчёт | Сенси 48′ · Иммобиле 90+4′ (пен.) |

| Северная Ирландия | 0:0   | Болгария |
| ----------------- | ----- | -------- |
|                   | отчёт |          |

### 4 тур
| Италия    | 1:1   | Болгария     |
| --------- | ----- | ------------ |
| Кьеза 16′ | отчёт | А. Илиев 40′ |

| Литва         | 1:4   | Северная Ирландия                                                     |
| ------------- | ----- | --------------------------------------------------------------------- |
| Баравикас 55′ | отчёт | Баллард 20′ · Вашингтон 52′ (пен.) · Лайвери 67′ · Макнейр 82′ (пен.) |

### 5 тур
| Болгария  | 1:0   | Литва |
| --------- | ----- | ----- |
| Чочев 82′ | отчёт |       |

| Швейцария | 0:0   | Италия |
| --------- | ----- | ------ |
|           | отчёт |        |

### 6 тур
| Италия                                                           | 5:0   | Литва |
| ---------------------------------------------------------------- | ----- | ----- |
| Кен 11′, 29′ · Уткус 14′ (авт.) · Распадори 24′ · Ди Лоренцо 54′ | отчёт |       |

| Северная Ирландия | 0:0   | Швейцария |
| ----------------- | ----- | --------- |
|                   | отчёт |           |

### 7 тур
| Литва                          | 3:1   | Болгария     |
| ------------------------------ | ----- | ------------ |
| Ласицкас 18′ · Черных 82′, 84′ | отчёт | Десподов 64′ |

| Швейцария                    | 2:0   | Северная Ирландия |
| ---------------------------- | ----- | ----------------- |
| Цубер 45+3′ · Фасснахт 90+1′ | отчёт |                   |

### 8 тур
| Болгария         | 2:1   | Северная Ирландия |
| ---------------- | ----- | ----------------- |
| Неделев 53′, 63′ | отчёт | Вашингтон 37′     |

| Литва | 0:4   | Швейцария                                        |
| ----- | ----- | ------------------------------------------------ |
|       | отчёт | Эмболо 31′, 45′ · Штеффен 42′ · Гавранович 90+4′ |

### 9 тур
| Италия         | 1:1   | Швейцария  |
| -------------- | ----- | ---------- |
| Ди Лоренцо 36′ | отчёт | Видмер 11′ |

| Северная Ирландия | 1:0   | Литва |
| ----------------- | ----- | ----- |
| Шаткус 18′ (авт.) | отчёт |       |

### 10 тур
| Северная Ирландия | 0:0   | Италия |
| ----------------- | ----- | ------ |
|                   | отчёт |        |

| Швейцария                                           | 4:0   | Болгария |
| --------------------------------------------------- | ----- | -------- |
| Окафор 48′ · Варгас 57′ · Иттен 72′ · Фройлер 90+1′ | отчёт |          |

## Бомбардиры
3 мяча
| - Брель Эмболо |

2 мяча
| - Кирил Десподов - Тодор Неделев - Джованни Ди Лоренцо | - Чиро Иммобиле - Мойзе Кин - Фёдор Черных | - Конор Вашингтон - Стивен Цубер |

1 мяч
| - Атанас Илиев - Ивайло Чочев - Андреа Белотти - Доменико Берарди - Федерико Кьеза - Мануэль Локателли - Джакомо Распадори - Стефано Сенси | - Роландас Баравикас - Юстас Ласицкас - Даниель Баллард - Шейн Лавери - Падди Макнейр - Рубен Варгас - Сильван Видмер - Марио Гавранович | - Седрик Иттен - Ноа Окафор - Харис Сеферович - Кристиан Фасснахт - Ремо Фройлер - Джердан Шакири - Ренато Штеффен |

1 автогол
| - Эдгарас Уткус (в матче против Италии) | - Бенас Шаткус (в матче против Северной Ирландии) |  |